# Wallfahrtskirche Dornau

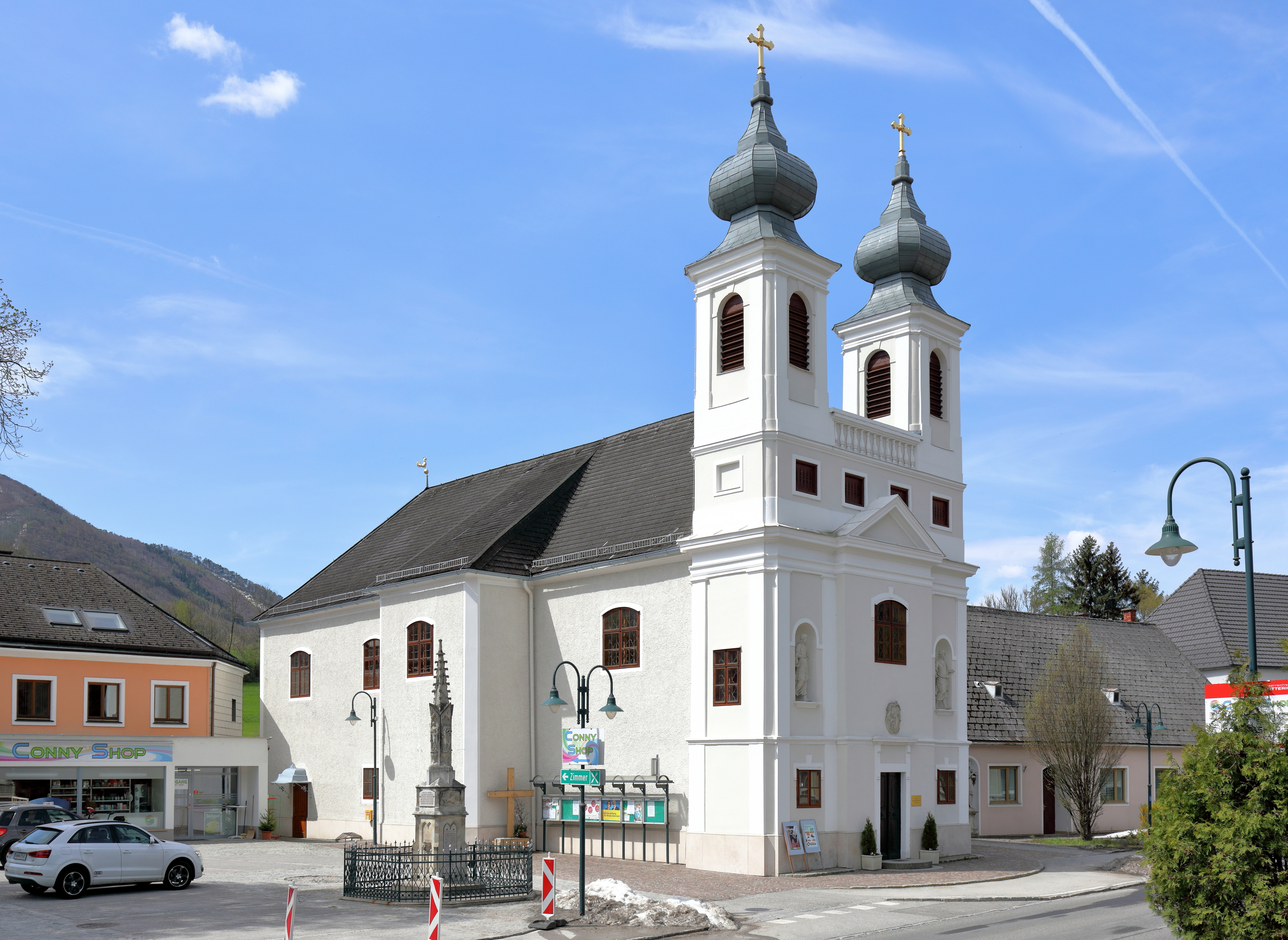
Die Wallfahrtskirche zum Leidenden Heiland in der Dornau und davor das Schederdenkmal

Die Wallfahrtskirche zum Leidenden Heiland in der Dornau ist eine römisch-katholische Filialkirche der niederösterreichischen Pfarre Altenmarkt an der Triesting. Die Wallfahrtskirche an der Via sacra, dem Pilgerweg von Wien nach Mariazell in der Steiermark, befindet sich in der Katastralgemeinde Thenneberg.

## Geschichte
1637 ließen vier Wiener Mariazellwallfahrer eine steinerne Bildsäule mit der Statue Leidender Heiland aufstellen, die in der Folgezeit zu einer Station des Pilgerwegs Wien–Mariazell wurde. Im Jahr 1764 ließ Jakob Pach, letzter Abt von Klein-Mariazell (1752–1782), nach einem Gelübde zunächst eine hölzerne Kapelle errichten und bald darauf etwas unterhalb eine steinerne, die 1766 geweiht wurde. 1773 wurde die Kapelle erweitert und 1782 vom Kaiser Joseph II. zu einer Lokalpfarre erhoben. Nach einer Regierungsverordnung vom Jahr 1808 wurde die Pfarre für entbehrlich erkannt und der Pfarre Altenmarkt als Filiale zugeteilt.
Seit 2008 wird die Kirche in mehreren Bauabschnitten renoviert.

## Beschreibung

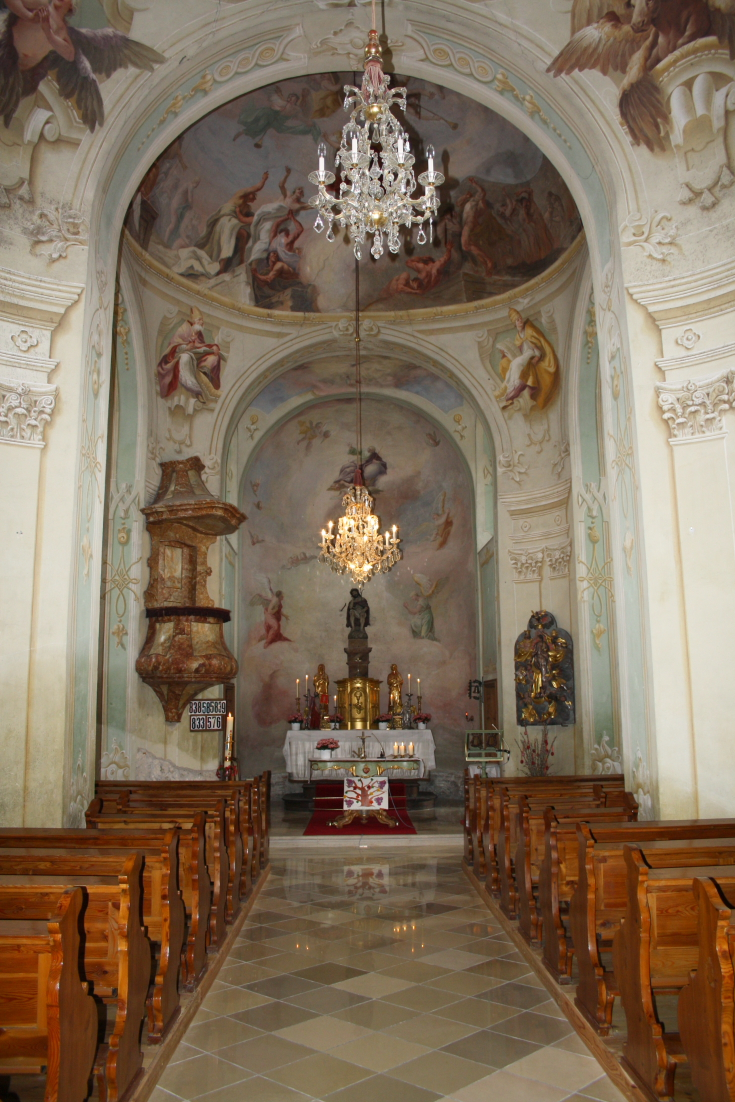
Innenansicht der Wallfahrtskirche

Die spätbarocke Kuppel-Kirche hat eine Doppelturmfassade mit Nischenfiguren. Innen befinden sich zwei Räume mit Pendentifkuppeln. Die reiche Freskenausstattung stammen aus der Schule Paul Troger (Johann Bergl, Josef Ignaz Mildorfer und Johann Jakob Zeiller).
Die erste Kuppel ist mit der Anbetung des Lammes verziert, die zweite mit dem Jüngsten Gericht. Der Chorschluss zeigt Gottvater auf Wolken thronend und mit Engeln an seiner Seite. Die Kanzel wurde während des Rokokos um 1770 hinzugefügt und  die Seitenaltäre erst Mitte des 19. Jahrhunderts. Die Orgel ist vermutlich vom Wiener Orgelbauer Josef Loyp aus dem Jahr 1857.

## Schederdenkmal
Das Schederdenkmal östlich der Kirche ist eine Gedenksäule mit Statuen der heiligen Leonhard, Ferdinand, Sebastian und Madonna. Es wurde 1850 errichtet und ist dem mutigen Soldaten Ferdinand Scheder gewidmet, der am 7. Mai 1824 als zwölftes Kind des Ehepaares Joseph und Magdalena Scheder geboren wurde. Bei der Schlacht von Szolnok am 25. Jänner 1849 wurde er schwer verletzt und starb in der Folge am 28. Februar 1849. Aufgrund seiner außergewöhnlichen Leistung erhielt er noch kurz vor seinem Tod die goldene Tapferkeitsmedaille.